# Critiche al socialismo
Diverse teorie e critiche al socialismo sono state avanzate nel corso degli anni da politici ed economisti. Molti economisti liberali contestano il fatto che la distribuzione egualitaria della ricchezza e la nazionalizzazione delle industrie sostenuta da alcuni socialisti possono essere raggiunti senza la perdita delle libertà politiche o economiche o di prosperità ridotta per una popolazione. Alcuni sostengono che il socialismo è puramente teorico, difficilmente applicabile, altri ritengono che alcuni esempi storici esistono e che possono essere criticati per motivi pratici. Altri denunciano la limitata libertà dei diritti umani negli stati socialisti.
Una delle più famose critiche al socialismo è stata proposta da Ludwig von Mises e sviluppata da Friedrich Hayek della scuola austriaca. La base della loro critica all'economia pianificata socialista è la concezione del sistema dei prezzi di libero mercato come sistema di trasmissione delle informazioni economiche che permettono l'allocazione delle risorse da destinare alla produzione. In assenza dei segnali derivanti dai prezzi determinato dal libero scambio sul mercato l'allocazione delle risorse produttive decisa dai pianificatori porterà necessariamente alla mancata produzione di beni ritenuti necessari dai consumatori, a favore di beni ritenuti necessari dai pianificatori.
Diversi critici hanno dichiarato che le politiche socialiste riducono gli incentivi al lavoro, dicendo di migliorare l'economia, attraverso l'eliminazione di acquisto e di vendita dei mezzi di produzione, limitano il profitto e il meccanismo di perdita, essendo un sistema economico basato sulla pianificazione centrale, contrariamente a quanto avviene in un sistema di libero mercato; inoltre si sostiene che il socialismo blocchi il progresso tecnico di una nazione, riducendo automaticamente il benessere della popolazione.
I critici verso gli stati socialisti, sostengono che essi offrono condizioni di vita relativamente basse violando il più delle volte i diritti umani, compresi milioni di morti causati direttamente o indirettamente dal governo. Le stime del numero di questi morti, specialmente in Unione Sovietica e Cina, variano dai 30 ai 40 milioni in tutto il mondo. Secondo alcuni studiosi, le crisi economiche del 1973 e del 1979 contribuirono al collasso dell'Unione Sovietica, mentre la Cina, seppur in maniera limitata, adottò una politica economica flessibile.
La Catholic Encyclopedia affermò che diversi esponenti religiosi vennero assassinati dalla Comune di Parigi durante la settimana di sangue, diverse atrocità furono compiute dagli anarchici socialisti durante la Guerra civile spagnola. L'associazione israeliana Kibbutz (basata su regole rigidamente egualitaristiche e sul concetto di proprietà comune), venne accusata di cattiva gestione economica, con un salvataggio di 17 miliardi di dollari da parte del governo, per salvaguardare il benessere della popolazione.
Ma nonostante le varie critiche mosse a questo sistema socioeconomico (in particolar modo a quello sovietico), alcune forme di socialismo presentano forme miste aperte al libero mercato. Esempi di queste forme sono rappresentate dal socialismo liberale e dalla socialdemocrazia. Entrambe le correnti politiche presentano un sistema di regolamentazione delle imprese private nell'interesse dei lavoratori, dei consumatori e delle aziende di piccole dimensioni, oltre ad un esteso sistema di sicurezza sociale (anche se non nella misura richiesta dai socialisti democratici o da altri gruppi socialisti), soprattutto al fine di limitare le conseguenze della povertà e di proteggere i cittadini dalla perdita di potere di acquisto a causa della disoccupazione o delle malattie (vedi welfare state).

## Effetti sulla libertà individuale
Nel libro The Road to Serfdom Friedrich von Hayek ha sostenuto che la distribuzione equa della ricchezza e la nazionalizzazione dei mezzi di produzione, teoria sostenuta da alcuni socialisti, può essere raggiunta solo con la perdita dei diritti politici, economici e umani dei cittadini. Il reale controllo dei mezzi di produzione, sempre secondo Friedrich von Hayek, può essere ottenuta esercitando poteri di coercizione. Hayek ha sostenuto che la strada verso il socialismo porta la società al totalitarismo, citando gli esempi della Germania e dell'Italia, i cui governi antecedenti al nazismo e fascismo erano di stampo socialista.
Hayek criticò anche l'atteggiamento da parte di docenti universitari e intellettuali verso ideali socialisti: egli sosteneva che il socialismo non è un movimento della classe operaia, come sostengono i socialisti, ma piuttosto "la costruzione di teorie, derivanti da alcune tendenze di pensiero astratto con cui per lungo tempo solo gli intellettuali erano familiari, e ha richiesto lunghi sforzi da parte degli intellettuali ancor prima della classe operaia per essere indotti a passare al loro programma".
Winston Churchill criticò il socialismo, poiché preludio di un regime totalitario, dicendo:
Una politica socialista è odiosa per le idee di libertà inglesi. Il socialismo è indissolubilmente intrecciato con il totalitarismo e il culto oggetto dello Stato. Si prescrive per tutti quando sono al lavoro, dove possono andare e che cosa si può dire. Il socialismo è un attacco contro il diritto di respirare liberamente. Nessun sistema socialista può essere stabilito senza una polizia politica. Avrebbero dovuto ripiegare su una qualche forma di Gestapo, senza dubbio diretto molto umanamente in un primo momento.
.